# Storm (Comic)
Storm ist eine Comic-Serie, die ursprünglich vom Zeichner Don Lawrence und verschiedenen Autoren stammte und ab 1976 in der niederländischen Comiczeitschrift Eppo erschienen; von Band 10 bis einschließlich Band 25 wurden alle Alben von Martin Lodewijk geschrieben. Nach dem Tod Lawrences (Ende 2003) ruhte die Serie. Seit 2007 wird sie ab Band 23 von den Zeichnern Romano Molenaar und Jorg De Vos fortgesetzt. Nachdem Martin Lodewijk sich zurückgezogen hatte, übernahm Jorg de Vos auch als Autor (seit Band 27 zusammen mit Rob van Bavel).
„Storm“ ist inhaltlich eine Mischung aus Science-Fiction und Fantasy. In Deutschland wurden „Storm“ im Jahr 1978 im Kobra als Fortsetzungsgeschichte veröffentlicht. Die deutschsprachigen Einzelbände erschienen erstmals ab 1980 in der Ehapa-Reihe Die großen Phantastic-Comics (58 Alben bis 1987, davon 15 „Storm“-Alben), später als eigene broschierte Reihe Storm wiederum bei Ehapa (22 Alben, 1989–2002). Im März 2008 hat sich der Splitter Verlag die Rechte für eine Neuauflage als Hardcover samt Neuübersetzung gesichert und verlegt seither auch alle neu erscheinenden Alben.

## Inhalt
Die „Storm“-Abenteuer kann man in zwei Teilzyklen unterteilen:
In den ersten 9 Alben erlebt der Held Storm Die Chroniken der Welt der Tiefe, nachdem er als Astronaut und Mitglied einer Jupitermission verunglückte, hierbei eine Zeitreise in die Zukunft durchmachte und nun auf eine Erde zurückkehrt, auf welcher die Ozeane verschwunden sind und stattdessen barbarische Zivilisationen, Mutanten und Monster aller Art die Erde bevölkern. Obendrein wird die Erde immer wieder von den außerirdischen Azuriern bedroht, die sich die wenigen verbliebenen freien Menschen als ungebildete Sklaven halten wollen.
Gleich zu Beginn in Band 1 dieser Abenteuer lernt Storm seine zukünftige Mitstreiterin Rothaar kennen, eine amazonenhaft-kämpferische Menschenfrau. Obwohl es nie explizit dargestellt wird, ist klar, dass sie nicht nur bei ihren gemeinsamen Abenteuern Storms Partnerin ist.
Storm selbst wirkt zu Beginn der Serie noch etwas hölzern, wird später aber zunehmend als kämpferischer Antiheld dargestellt. Im Laufe der Folgen wird sein Körper immer muskulöser gezeichnet, während Rothaar stets eine erotisch-feminine Ausstrahlung beibehält.
Zum Ende dieses ersten Teilzyklus ging der Serie allmählich die inhaltliche Originalität aus bzw. die Abenteuer wurden vorhersehbar. Dies änderte sich nachhaltig mit der fortan festen Mitarbeit Lodewijks als Texter und Storyschreiber ab Band 10 und dem Beginn des zweiten, bis heute andauernden Teilzyklus Die Chroniken von Pandarve (bisher 25 Alben, Band 10 bis 34).
Storm und Rothaar werden darin auf den in einem Paralleluniversum befindlichen Planeten Pandarve teleportiert, weil der dortige Theokrat Marduk, ein zukünftig immer wiederkehrender Gegenspieler Storms, sich durch Storm, den er als „Anomalie“ bezeichnet (Storm ist durch seine Zeitreisen zu einer Störung des universellen Gleichgewichtes geworden), die endgültige und ewige Herrschaft über den Planeten erhofft.
Pandarve selbst ist nicht nur ein Planet, sondern gleichzeitig auch ein lebendiges Wesen, das sich bisweilen als menschliche oder tierische Erscheinung manifestiert und so mit Storm interagieren kann. Die Geschichten entwickeln hierbei häufig surreale Momente, etwa wenn sich Pandarve als Marilyn Monroe oder als Alice oder die Grinsekatze aus Alice im Wunderland präsentiert.
Auf Pandarve trifft Storm auch Nomad, einen äußerst kräftigen rothäutigen Prinzen, der ihn und Rothaar auf ihren Abenteuern einige Folgen lang begleitet.
Da im sogenannten Pandarve-Universum völlig andere physikalische Gesetze gelten als auf der Erde (es kreisen z. B. Pandarve und unzählige andere Planeten bzw. Planetoiden um ein Weißes Loch; die Luft des Alls ist atembar; Segelschiffe fliegen durch den Weltraum usw.), ergeben sich für die Ausschmückung der Handlung erheblich mehr Möglichkeiten, als es bei einem Verbleib Storms und Rothaars auf der Erde machbar gewesen wäre. Zudem sind etliche der Handlungsorte ausgesprochen imaginativ dargestellt.

## Sonstiges
Die erste Storm-Folge ist eine überarbeitete Version des eigenständigen Vorgängeralbums Commandant Grek, mit der laut Vorwort zu „Grek“ die Eppo-Redaktion aufgrund mangelhafter Charakter- und Storytiefe nicht zufrieden gewesen sei, weshalb die geplante neue Comicserie Grek schon nach nur diesem einen Band eingestellt worden war.
Der Spin-off Storm – Die Chroniken aus der Zwischenzeit, geschrieben von Lodewijk und gezeichnet von Dick Matena (die ersten beiden Bände unter dem Pseudonym John Kelly), ist angesiedelt zwischen den Bänden 6 und 7 der Hauptserie, wurde jedoch 1998 nach drei Alben vorerst eingestellt. Ende 2022 begann dann Eppo mit dem Vorabdruck des vierten und abschließenden Albums, gezeichnet nunmehr von Apri Kusbiantoro (u. a. Zeichner von Saul), das schließlich 2023 erschien – nach einer 25-jährigen Pause.
Seit 2014 erscheint zudem mit Die Chroniken von Rothaar ein weiterer Ableger, in dem Storms gleichnamige Gefährtin im Mittelpunkt steht. Der erste Band wurde von Roy Thomas verfasst, die Bände 2 bis 5 von Rob van Bavel, seither ist Robbert Damen für das Szenario verantwortlich.

## Einzelbände
| Nummer                             | Titel                               | Erscheinungsjahr (Neuauflage) | Autor                          | Zeichner                       | nl. Titel                       | engl. Titel                   |
| ---------------------------------- | ----------------------------------- | ----------------------------- | ------------------------------ | ------------------------------ | ------------------------------- | ----------------------------- |
| 0                                  | Commandant Grek                     | 1976                          | Vince Wernham                  | Don Lawrence                   | Gevangenen van de tijd          | Commander Grek                |
| Die Chroniken der Welt der Tiefe   |                                     |                               |                                |                                |                                 |                               |
| 1                                  | Das verschwundene Meer              | 1978 (2008)                   | Philip ‘Saul’ Dunn             | Don Lawrence                   | De diepe wereld                 | The Deep World                |
| 2                                  | Die neue Welt                       | 1979                          | Martin Lodewijk                | Don Lawrence                   | De Laatste Vechter              | The Last Fighter              |
| 3                                  | Das Volk der Wüste                  | 1979                          | Dick Matena                    | Don Lawrence                   | Het Volk van de Woestijn        | The People of the Desert      |
| 4                                  | Die grüne Hölle                     | 1980                          | Dick Matena                    | Don Lawrence                   | De Groene Hel                   | The Green Hell                |
| 5                                  | Kampf um die Erde                   | 1980                          | Dick Matena                    | Don Lawrence                   | De Strijd om de Aarde           | The Battle for Earth          |
| 6                                  | Das Geheimnis der Neutronenstrahlen | 1981                          | Dick Matena                    | Don Lawrence                   | Het Geheim van de Nitronstralen | The Secret of the Nitron Rays |
| 7                                  | Die Legende von Yggdrasil           | 1981                          | Kelvin Gosnell                 | Don Lawrence                   | De Legende van Yggdrasil        | The Legend of Yggdrasil       |
| 8                                  | Stadt der Verdammten                | 1982                          | Kelvin Gosnell                 | Don Lawrence                   | Stad der Verdoemden             | City of the Damned            |
| 9                                  | Die falschen Götter                 | 1982                          | Don Lawrence                   | Don Lawrence                   | De Sluimerende Dood             | The Creeping Death            |
| Die Chroniken von Pandarve         |                                     |                               |                                |                                |                                 |                               |
| 10                                 | Piratenplanet Pandarve              | 1983                          | Martin Lodewijk                | Don Lawrence                   | De piraten van Pandarve         | The Pirates of Pandarve       |
| 11                                 | Im Palast des Schreckens            | 1983                          | Martin Lodewijk                | Don Lawrence                   | Het doolhof van de dood         | The Labyrinth of Death        |
| 12                                 | Die Monster von Aromater            | 1984                          | Martin Lodewijk                | Don Lawrence                   | De zeven van Aromater           | The Seven of Aromater         |
| 13                                 | Auf ewiger Reise                    | 1985                          | Martin Lodewijk                | Don Lawrence                   | De doder van Eriban             | The Slayer of Eriban          |
| 14                                 | Die Höllenhunde von Marduk          | 1985                          | Martin Lodewijk                | Don Lawrence                   | De honden van Marduk            | The Hounds of Marduk          |
| 15                                 | Der lebende Planet                  | 1986                          | Martin Lodewijk                | Don Lawrence                   | De levende planeet              | The Living Planet             |
| 16                                 | Vandal der Zerstörer                | 1987                          | Martin Lodewijk                | Don Lawrence                   | Vandaahl de verderver           | Vandaahl the Destroyer        |
| 17                                 | Die Wendewelt                       | 1988                          | Martin Lodewijk                | Don Lawrence                   | De wentelwereld                 | The Twisted World             |
| 18                                 | Die Roboter von Danderzei           | 1990                          | Martin Lodewijk                | Don Lawrence                   | De robots van Danderzei         | The Robots of Farseid         |
| 19                                 | Der rote Prinz                      | 1991                          | Martin Lodewijk                | Don Lawrence                   | De terugkeer van de roode prins | Return of the Red Prince      |
| 20                                 | Die von Neumann-Maschine            | 1993                          | Martin Lodewijk                | Don Lawrence                   | De Von Neumann-Machine          | The Von Neumann Machine       |
| 21                                 | Die Genesis-Formel                  | 1995 (1996)                   | Martin Lodewijk                | Don Lawrence                   | De Genesis-Formule              | The Genesis Equation          |
| 22                                 | Der Armageddon-Reisende             | 2001                          | Martin Lodewijk                | Don Lawrence                   | De Armageddon Reiziger          | The Armageddon Traveler       |
| 23                                 | Der Nabel des doppelten Gottes      | 2007                          | Martin Lodewijk                | Romano Molenaar, Jorg De Vos   | De Navel van de Dubbele God     | The Navel of the Double God   |
| 24                                 | Marduks Quelle                      | 2009                          | Martin Lodewijk                | Romano Molenaar, Jorg De Vos   | De Bronnen van Marduk           | Marduk’s Springs              |
| 25                                 | Die Rote Spur                       | 2010                          | Martin Lodewijk                | Romano Molenaar, Jorg De Vos   | Het Rode Spoor                  | The Red Trail                 |
| 26                                 | Die Meuterer von Anker              | 2011                          | Jorg de Vos                    | Romano Molenaar, Jorg De Vos   | De Muiters van Anker            | The Mutineers of Anchor       |
| 27                                 | Die Weichenwärter                   | 2012                          | Jorg de Vos, Rob van Bavel     | Romano Molenaar, Jorg De Vos   | De wisselwachters               | The Guards of the Tracks      |
| 28                                 | Das Rennen von Opal                 | 2013                          | Dick Matena                    | Romano Molenaar, Jorg De Vos   | De Race Van Opaal               | The Race of Opale City        |
| 29                                 | Die Korallen von Kesmee             | 2016                          | Romano Molenaar, Rob van Bavel | Jorg de Vos                    | Het koraal van Kesmee           | --                            |
| 30                                 | Der Henker von Torkien              | 2017                          | Romano Molenaar, Rob van Bavel | Romano Molenaar                | De beul van Torkien             | --                            |
| 31                                 | Die Anstalt von Krijs               | 2019                          | Romano Molenaar, Rob van Bavel | Romano Molenaar                | Het gesticht van Krijs          | --                            |
| 32                                 | Das Opfer von Narvatica             | 2020                          | Rob van Bavel                  | Romano Molenaar                | Het offer van Narvatica         | --                            |
| 33                                 | Der Archivar des Lichts             | 2022                          | Rob van Bavel                  | Romano Molenaar                | De Archivaris van het Licht     | --                            |
| 34                                 | Die Jäger von Umatopee              | 2024                          | Rob van Bavel                  | Romano Molenaar                | De jagers van Umatopee          | --                            |
| Die Chroniken aus der Zwischenzeit |                                     |                               |                                |                                |                                 |                               |
| 1                                  | Der Voyager-Virus                   | 1996                          | Martin Lodewijk                | John Kelly (i. e. Dick Matena) | Het Voyager Virus               | The Voyager Virus             |
| 2                                  | Das Dallas-Paradox                  | 1997                          | Martin Lodewijk                | John Kelly (i. e. Dick Matena) | De Dallas Paradox               | The Dallas Paradox            |
| 3                                  | Der Sternenfresser                  | 1998                          | Martin Lodewijk                | Dick Matena                    | De Sterrenvreter                | The Eater of Stars            |
| 4                                  | Der Kleinsche Raum                  | 2022/2023                     | Martin Lodewijk                | Apri Kusbiantoro               | De Ruimte van Klein             | Klein Space                   |
| Die Chroniken des Außenrings       |                                     |                               |                                |                                |                                 |                               |
| 1                                  | Die Verbannte von Thum              | 2013                          | Willem Ritstier                | Minck Oosterveer               | De banneling van Thoem          | --                            |
| Die Chroniken von Rothaar          |                                     |                               |                                |                                |                                 |                               |
| 1                                  | Die Legende von Krill               | 2016                          | Roy Thomas                     | Romano Molenaar                | De legende van Krill            | --                            |
| 2                                  | Der fünfte Turm                     | 2016                          | Rob van Bavel                  | Romano Molenaar                | De vijfde toren                 | --                            |
| 3                                  | Die Arche Noorach                   | 2017                          | Rob van Bavel                  | Romano Molenaar                | De ark van Noorach              | --                            |
| 4                                  | Die schwebende Region               | 2018                          | Rob van Bavel                  | Romano Molenaar                | Het zwevende gewest             | --                            |
| 5                                  | Die Riesen des zerborstenen Riffs   | 2020                          | Rob van Bavel                  | Romano Molenaar                | De reuzen van het Gebroken Rif  | --                            |
| 6                                  | Das Jahr der Zwillinge              | 2021                          | Robbert Damen                  | Romano Molenaar                | Het jaar van de tweeling        | --                            |
| 7                                  | Der Parasit von Danakill            | 2023                          | Robbert Damen                  | Romano Molenaar                | De parasiet van Danakill        | --                            |